# Instituts - Templers
Instituts - Templers és un barri de Lleida. El seu nom prové del castell de Gardeny, pertanyent a l'Orde del Temple, i dels tres instituts d'educació secundària que comparteixen un mateix espai al barri, l'anomenat Camp Escolar.
L'any 2007 tenia 7.428 habitants.